# Anfiano
Anfiano (Amfiano, Affiano, Aphian, Apphian, Apian, Appian, Amphianus, Amphian) es venerado como mártir por la Iglesia Católica y por la Iglesia Ortodoxa Oriental. Se dice que murió durante las persecuciones del emperador Galerio el 2 de abril alrededor del año 305.
En el calendario ortodoxo oriental, su fiesta cae el 2 de abril, junto con Edesius (Aedisius), a quien a veces se le llama su hermano.
Era de Licia, y sus padres adinerados y distinguidos le dieron la mejor educación posible en retórica, derecho y filosofía en la famosa escuela de Berytus en Fenicia. Mientras estaba en la escuela, se convirtió en cristiano. Aphian se retiró a Capadocia porque sus padres se resistieron a sus esfuerzos por convertirlos al cristianismo.
Pánfilo estaba en Cesarea Marítima en el momento del martirio de Afián, exponiendo las Sagradas Escrituras, y el joven Afiano era uno de sus discípulos. Vivió en la casa de Eusebio, pero no dio indicios de su propósito de hacer la protesta pública que terminó en su martirio.
Según su leyenda, solo tenía dieciocho años cuando entró en el templo de Cesarea Marítima, donde el prefecto Urbano ofrecía sacrificio. Tomando la mano extendida que presentaba el incienso, reprochó al magistrado su acto idólatra. Los guardias se abalanzaron sobre él con furia y, después de torturarlo cruelmente, lo arrojaron a un calabozo. Al día siguiente lo llevaron ante el prefecto, lo desgarraron con garras de hierro, lo golpearon con palos y lo quemaron a fuego lento, y luego lo enviaron de regreso al confinamiento. Después de tres días, lo sacaron nuevamente de la cárcel y lo arrojaron al mar con piedras atadas a los pies. Eusebio, un testigo ocular, declara que un terremoto sacudió simultáneamente la ciudad y que el mar arrojó su cadáver a la orilla.
En los antiguos martirologios su fiesta era el 5 de abril, pero los bollandistas dan el 2 de abril como fecha correcta.